# Liste der Baudenkmäler in Coburg/Beiersdorf

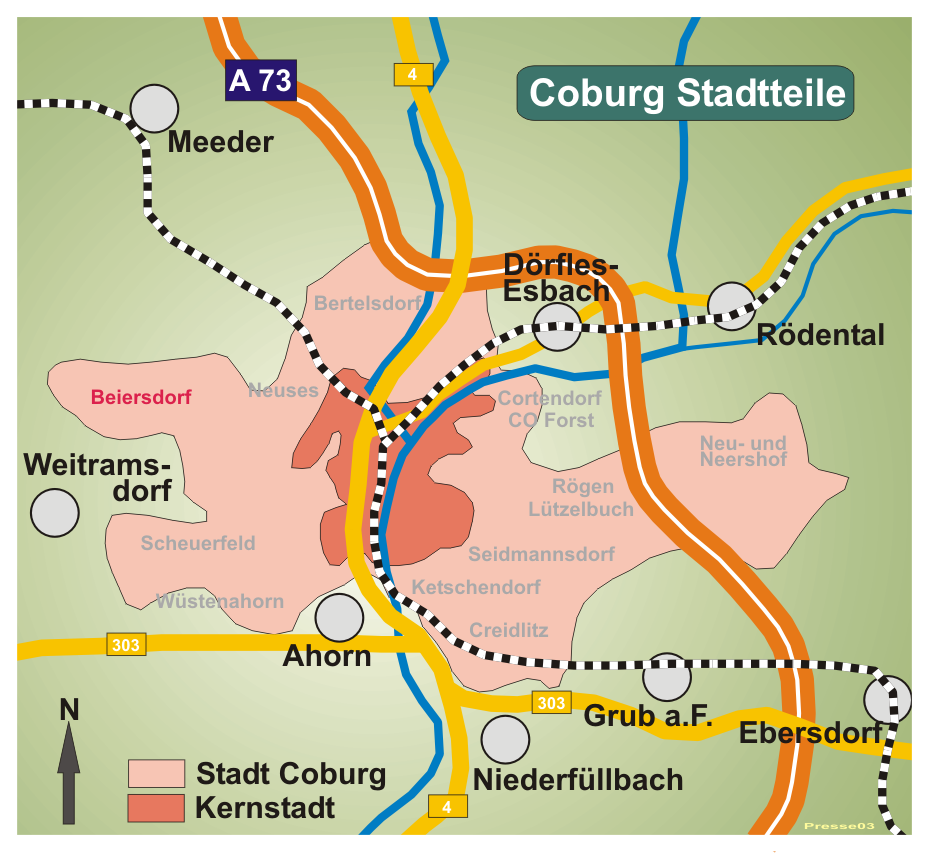
Coburg Stadtteil Beiersdorf

Der nordwestlich der Coburger Kernstadt gelegene Stadtteil Beiersdorf bestand aus den Ortsteilen Beiersdorf und Callenberg zusammen.

## Beiersdorf
| Adresse Bezeichnung Akten-Nr.                                             | Beschreibung | Foto |
| ------------------------------------------------------------------------- | --- | ---- |
| Beiersdorfer Straße 7 (Standort) Dreiseithof D-4-63-000-800               | Der Bauernhof ist eine Dreiseitanlage mit giebelständigem Wohnstallhaus. Das Anwesen ist heute – neben Rodacher Straße 269 a und 275 – eines der ältesten erhaltenen Gebäude im Beiersdorfer Ortskern. Das um 1800 erbaute Wohnstallhaus besitzt ein Satteldach; es ist – wie auch das Stallgebäude – teilweise aus Quadermauerwerk gebaut. Im Zuge eines umfassenden Umbaus im späten 19. Jahrhundert wurde das Fachwerk verschiefert, das Dachgeschoss ausgebaut und auf beiden Langseiten ein mittiges Zwerchhaus aufgesetzt. Ebenso wurde eine Veranda mit Holzbrüstung angesetzt. |      |
| Rodacher Straße (Standort) Flurkreuz Beiersdorfer Kreuz D-4-63-000-578    | Dieses steinerne Kreuz steht etwa 100 Meter nördlich des Ortsendes an der Staatsstraße 2005 an den Steigwiesen. Es ist in der Form eines lateinischen Kreuzes mit abgerundeten Enden gearbeitet. Überliefert ist hierzu, dass mit dem Kreuz der Ort markiert sei, an dem sich im frühen 19. Jahrhundert ein Student aus unglücklicher Liebe zu einer Wirtstochter erschossen haben soll. Wahrscheinlicher ist, dass es sich um einen Wegweiser in die Richtung Coburg und Rodach handelt. |      |
| Rodacher Straße 269 a (Standort) Wohnhaus D-4-63-000-577                  | Das zweigeschossige Fachwerkhaus besitzt ein Sockelgeschoss, das auf der zur Straße hin weisenden Hangseite in Sandsteinquadern, auf der Hofseite dagegen in Fachwerk ausgeführt ist. Im Fachwerk des Obergeschosses ist die schlichte Orthogonalkonstruktion mit Schräghölzern erkennbar, die für das späte 18. und das 19. Jahrhundert typisch ist. Auf der Giebelseite befindet sich am Sockel die Inschrift „JH 1789“. Es dürfte früher als Gesinde- und Schäferhaus genutzt worden sein. Am Obergeschoss ist eine sich über die gesamte Längsseite erstreckende Laube mit tiefgezogener Überdachung angebracht. Hofseitig befindet sich ein niedriger Fachwerkanbau mit Pultdach. Von 1994 bis 1996 erfolgte eine Gesamtsanierung. |      |
| Rodacher Straße 275 (Standort) Gasthof Zum Schwarzen Bären D-4-63-000-801 | Auf dem an der Wegegabelung von Coburg in die Richtungen Weidach und Rodach schon früher verkehrsgünstig gelegenen Grundstück steht der Gasthof Zum Schwarzen Bären. Die Freifläche im Mündungstrichter der Wegegabelung bot einen Hofreit (Anfahrplatz für Fuhrwerke). Über die an der Westseite anschließende Braugasse waren die Brauereigebäude erreichbar. Das Gasthofsgebäude ist ein Satteldachbau mit Fachwerk aus dem 17. Jahrhundert. Das Gebäude weist fünf zu drei Fensterachsen auf; das Fachwerk im Obergeschoss ist verputzt. Westlich ist ein traufständiger zweigeschossiger Gastflügel angebaut. Nördlich schließt sich der markante Tanzsaalanbau im Stil des Neubarock aus dem Jahre 1910 an. Der Eintrag im Beiersdorfer Flurbuch von 1864 listete zum Wohnhaus mit Gastgerechtigkeit Zum Schwarzen Bären Folgendes auf: „Zweistöckiges Haus mit Ziegeldach, Hofreit gegen Osten, Wohn- und Schankstube mit einem Gastzimmer darüber, eine Malztenne mit einer Stube dahinter, über der sich ein Tanzboden und Kammern befanden, sowie Ställe und zwei Würzgärten“. Brauerei und Ausschank wurden 1876 bis 1878 von der Familie Hanft übernommen. Im Auftrag von Brauer Hanft versah der Zimmermeister Moritz Reinhardt 1889 die Ostseite mit größeren Erdgeschossfenstern. 1904 wurde die Gaststube von Eduard Grams aufgestockt; an die Stelle einer Kegelbahn aus dem Jahre 1888 wurde eine Veranda gesetzt. Der Tanzsaal, der sich nördlich an das Gasthaus anschließt, wurde 1910 anstelle einer ehemaligen Scheune von Edmund von der Weth errichtet. Der Bau ist zweigeschossig mit abgeschrägten Hausecken. Die dreiachsige Fassade wird durch einen Mittelrisalit mit glockenförmigem Giebel geprägt. Im Risalit-Giebel ist das Emblem des Gasthauses (ein Bär) und darunter der Gasthausname angebracht. Als Verzierung wurden gebänderte Lisenen eingesetzt. Die Fenster im Obergeschoss sind korbbogig. Die Spitze des achteckigen Zeltdaches wird von einer Wetterfahne geziert. |      |

## Callenberg
| Adresse Bezeichnung Akten-Nr.                                                                                    | Beschreibung | Foto |
| --- | --- | ---- |
| Callenberg (Standort) Park des Schlosses Callenberg D-4-63-000-581                                               | Der Schlosspark mit englischem Landschaftsgarten und einem Teil des ehemaligen Wildparks wurde zwischen 1827 und 1863 angelegt. Im Parkbereich befinden sich die Gebäude mit den Hausnummern Callenberg 1 bis 11, die herzogliche Grabstätte, der Hundefriedhof und Grenzsteine. |      |
| Callenberg 1 (Standort) Schloss Callenberg D-4-63-000-581                                                        | Das Schloss Callenberg stammt im Kern wohl aus dem 12. bis 16. Jahrhundert. Herzog Johann Casimir ließ die ehemalige Burg 1610 bis 1618 zu einem prächtigen Renaissance-Jagdschloss umbauen. Während der Regentschaft von Herzog Ernst I. von Sachsen-Coburg und Gotha erfolgte 1827 bis 1830 und 1842 bis 1844 eine Renovierung und der Umbau des oberen Schlosses mit der Aufstockung der sogenannten Beletage. Sein Sohn Ernst II. ließ 1856–1857 den Bereich des unteren Schlosses im Stil der Neugotik neu errichten. Das Anwesen war der Sommersitz der Coburger Regenten, die im benachbarten Callenberger Forst häufig zur Jagd gingen. |      |
| Callenberg 2, 3, 3 a (Standort) Ehemaliger Wirtschaftshof des Schlosses D-4-63-000-582                           | Das sogenannte Kavaliershaus wurde 1844 bezogen. Das zweigeschossige Beamtenhaus, Callenberg 3, hat ein Walmdach und stammt vermutlich aus dem Anfang des 18. Jahrhunderts. Das sogenannte Chauffeurhaus, Callenberg 3a, ist ein Wohnhaus mit Walmdach. Zwischen 2012 und 2016 wurden das Beamtenhaus und das Chauffeurhaus saniert und zu einer Wohnanlage umgebaut. Das einsturzgefährdete Kavaliershaus wurde abgebrochen. |      |
| Callenberg 9 (Standort) Ehemalige Cottage und Hundezwinger des Schlosses D-4-63-000-912                          | Der Komplex aus Cottage und Hundezwinger wurde 1844 bis 1845 vom herzoglichen Baurat Georg Scherzer aus Gotha errichtet. Er bildete den Ausgangspunkt für herrschaftliche Jagden. |      |
| Callenberg 10 (Standort) Ehemaliges Forst- und Fasanmeisterhaus des Schlosses D-4-63-000-894                     | Das Forst- und Fasanmeisterhaus wurde 1843, möglicherweise vom Baurat Georg Scherzer aus Gotha, errichtet. Es diente als Wohnhaus für den herzoglichen Fasanenheger und Förster. |      |
| Callenberg 11 (Standort) Ehemaliges Gasthaus des Schlosses D-4-63-000-584                                        | Das ehemalige Schlossgasthaus wurde 1873 errichtet, nachdem das vorherige Wirtshaus Callenberg 2 in ein Gästehaus umgewidmet worden war. Es ist im Landhausstil in eingeschossiger Ziegelbauweise mit in Fachwerk ausgeführtem Kniestock erbaut. |      |
| Callenberg 12 (Standort) Ehemalige Callenberger Farm, Rudolf-Steiner-Schule am Schloss Callenberg D-4-63-000-895 | Die ehemalige Callenberger Farm wurde als eine herzogliche Musterfarm von Georg Rothbart 1863 errichtet. Es ist ein langgestreckter Vierseithof aus Backsteinbauten. Seit 1990 wird der Komplex als Rudolf-Steiner-Schule genutzt; es sind einige nach anthroposophischen Grundsätzen errichtete Gebäude neu hinzugekommen. |      |
| Herzoglicher Friedhof (Standort) Herzoglicher Friedhof am Schloss D-4-63-000-809                                 | Der herzogliche Friedhof ist ein rund eingefriedetes Areal südwestlich des Schlosses Callenberg. Er wurde 1944 als privater Waldfriedhof für Mitglieder des Hauses Sachsen-Coburg und Gotha angelegt. |      |
| Hundefriedhof (Standort) Hundefriedhof von Herzog Ernst II. am Schloss D-4-63-000-896                            | Der Hundefriedhof wurde im Weihersholz am südlichen Ende des Langen Grundes angelegt und liegt mitten im Wald. Zwischen 1846 und 1896 wurden dort sechs Lieblingshunde von Herzog Ernst. II. begraben. |      |
| Grenzsteine | Folgende Grenzsteine im Callenberger Forst tragen den Coburger Mohren und kennzeichnen damit die Stadtgrenze. Sie sind als Denkmäler registriert (Nummern gemäß der städtischen Katasterkarte): - Zwei Grenzsteine, darunter einer auf 1549 datiert, befinden sich heute im Garten des Hauses Leopoldstraße 36c. - Ein Grenzstein wird im Vermessungsamt Coburg aufbewahrt. |      |
| Grenzstein am Weihersholz (Standort) D-4-63-000-897                                                              | Der Grenzstein befindet sich an der Grenze von Coburg, Neuses und Beiersdorf, am westlichen Ende der Falkeneggstraße. Er stammt aus dem 17. Jahrhundert, ist stark abgewittert und trägt die Umrisse des Mohrenkopfes. |      |
| Grenzstein am Weihersholz (Standort) D-4-63-000-579                                                              | Der Grenzstein befindet sich an einer Wegkreuzung südlich des Weiherskopfgipfels. Er stammt aus dem 18./19. Jahrhundert. |      |
| Grenzstein Nr. 13 am Spitzacker (Standort) D-4-63-000-585                                                        | Der Grenzstein Nr. 13 befindet sich an der Gemarkungsgrenze Coburg/Beiersdorf östlich des von der Falkeneggstraße zur Ernstfarm führenden Waldweges. Er stammt aus dem 17. Jahrhundert. |      |
| Grenzstein Nr. 14 am Weihersholz (Standort) D-4-63-000-898                                                       | Der Grenzstein Nr. 14 befindet sich am Grenzpunkt von Coburg, Beiersdorf und Scheuerfeld. Er stammt aus dem 17. Jahrhundert. |      |
| Grenzstein am Weihersholz (Standort) D-4-63-000-899                                                              | Der Grenzstein befindet sich am Weg vom Oberweiher zum Langen Grund westlich des Weihersholzes. Er stammt aus dem 17. Jahrhundert. |      |